# Platydascillus sumatranus
Platydascillus sumatranus is een keversoort uit de familie frambozenkevers (Byturidae). De wetenschappelijke naam van de soort is voor het eerst geldig gepubliceerd in 1909 door Everts.